# Loix
Loix és un municipi francès situat al departament del Charente Marítim i a la regió de la Nova Aquitània. L'any 2007 tenia 715 habitants.

## Demografia

### Població
El 2007 la població de fet de Loix era de 715 persones. Hi havia 332 famílies de les quals 96 eren unipersonals (48 homes vivint sols i 48 dones vivint soles), 148 parelles sense fills, 76 parelles amb fills i 12 famílies monoparentals amb fills.
La població ha evolucionat segons el següent gràfic:
Habitants censats

### Habitatges
El 2007 hi havia 981 habitatges, 335 eren l'habitatge principal de la família, 640 eren segones residències i 6 estaven desocupats. 952 eren cases i 23 eren apartaments. Dels 335 habitatges principals, 253 estaven ocupats pels seus propietaris, 66 estaven llogats i ocupats pels llogaters i 16 estaven cedits a títol gratuït; 11 tenien una cambra, 15 en tenien dues, 78 en tenien tres, 86 en tenien quatre i 145 en tenien cinc o més. 272 habitatges disposaven pel capbaix d'una plaça de pàrquing. A 165 habitatges hi havia un automòbil i a 153 n'hi havia dos o més.

### Piràmide de població
La piràmide de població per edats i sexe el 2009 era:
| Homes | Edats   | Dones |
| ----- | ------- | ----- |
| 0     | 95 o +  | 0     |
| 0     | 90 a 94 | 4     |
| 4     | 85 a 89 | 16    |
| 24    | 80 a 84 | 8     |
| 20    | 75 a 79 | 24    |
| 32    | 70 a 74 | 36    |
| 12    | 65 a 69 | 36    |
| 12    | 60 a 64 | 20    |
| 12    | 55 a 59 | 12    |
| 24    | 50 a 54 | 12    |
| 20    | 45 a 49 | 12    |
| 36    | 40 a 44 | 24    |
| 16    | 35 a 39 | 32    |
| 12    | 30 a 34 | 8     |
| 12    | 25 a 29 | 4     |
| 12    | 20 a 24 | 20    |
| 20    | 15 a 19 | 8     |
| 20    | 10 a 14 | 20    |
| 20    | 5 a 9   | 12    |
| 8     | 0 a 4   | 12    |

## Economia
El 2007 la població en edat de treballar era de 422 persones, 294 eren actives i 128 eren inactives. De les 294 persones actives 253 estaven ocupades (145 homes i 108 dones) i 41 estaven aturades (21 homes i 20 dones). De les 128 persones inactives 70 estaven jubilades, 22 estaven estudiant i 36 estaven classificades com a «altres inactius».

### Ingressos
El 2009 a Loix hi havia 340 unitats fiscals que integraven 704 persones, la mediana anual d'ingressos fiscals per persona era de 19.986 €.

### Activitats econòmiques
Dels 64 establiments que hi havia el 2007, 6 eren d'empreses extractives, 1 d'una empresa alimentària, 3 d'empreses de fabricació d'altres productes industrials, 11 d'empreses de construcció, 13 d'empreses de comerç i reparació d'automòbils, 2 d'empreses de transport, 3 d'empreses d'hostatgeria i restauració, 1 d'una empresa financera, 7 d'empreses immobiliàries, 10 d'empreses de serveis, 2 d'entitats de l'administració pública i 5 d'empreses classificades com a «altres activitats de serveis».
Dels 22 establiments de servei als particulars que hi havia el 2009, 1 era una oficina de correu, 2 paletes, 1 guixaire pintor, 4 fusteries, 2 lampisteries, 1 electricista, 1 empresa de construcció, 2 perruqueries, 3 restaurants, 4 agències immobiliàries i 1 saló de bellesa.
Dels 6 establiments comercials que hi havia el 2009, 1 era una botiga de més de 120 m², 1 una fleca, 1 una carnisseria, 1 una peixateria, 1 una llibreria i 1 una botiga de roba.
L'any 2000 a Loix hi havia 9 explotacions agrícoles que ocupaven un total de 99 hectàrees.

## Equipaments sanitaris i escolars
El 2009 hi havia una escola maternal.

## Poblacions més properes
El següent diagrama mostra les poblacions més properes.